# San Serriffe

Flagge von San Serriffe

San Serriffe ist ein fiktiver Inselstaat, der von der britischen Zeitung The Guardian als Aprilscherz im Jahr 1977 erfunden wurde. Der Inselstaat habe die Form eines Semikolons, die Hauptstadt heiße Bodoni, und der Name des politischen Führers sei Pica, ein unbeliebter General.

## Veröffentlichung
Der Inselstaat wurde in einer siebenseitigen Hoax-Beilage vorgestellt, die im Stil zeitgenössischer Darstellungen über das Ausland gestaltet wurde und an den zehnten Jahrestag der Unabhängigkeit der Insel erinnerte, zusammen mit themenbezogenen Anzeigen von großen Unternehmen. Die Beilage enthielt eine ausführliche Beschreibung des Landes als Touristenziel mit einer sich entwickelnden Wirtschaft, aber die meisten Ortsnamen und -zeichen waren Wortspiele mit Bezug auf das Druckereiwesen, darunter auch der Name „San Serriffe“, (Sans Serif, dt. „serifenlos“) und weitere Namen gebräuchlicher Schriftarten. Ursprünglich war vorgesehen, die Insel im Atlantik in der Nähe von Teneriffa zu platzieren, aber wegen der Bodenkollision zweier Boeing 747 einige Tage vor der Veröffentlichung wurde sie in den Indischen Ozean in der Nähe der Seychellen verlegt. Aufgrund dieses späten Umzugs machten die Autoren San Serriffe zu einer wandernden Insel – eine Kombination aus Küstenerosion auf der Westseite und Ablagerung im Osten führt dazu, dass sich San Serriffe mit etwa 1,4 km/Jahr in Richtung Sri Lanka bewegt, mit dem es schließlich kollidieren wird.
San Serriffe war einer der bekanntesten und erfolgreichsten Scherze des ausgehenden 20. und beginnenden 21. Jahrhunderts; dieser ist Teil des gemeinsamen kulturellen Erbes des literarischen Humors geworden und führte zur Veröffentlichung von mehreren Büchern zum fiktiven Staat. Das Land wurde 1978, 1980 und 1999 für ähnliche Scherze wiederverwendet. Im April 2009 spielten Geographie, Geschichte und Kultur von San Serriffe eine wichtige Rolle im Kreuzworträtsel der Zeitung.

## Hintergrund
Die Idee für den Scherz kam von Philip Davies, dem Manager für Sonderberichte des Guardian. In einem Interview von 2007 sagte er: „Die Financial Times hat immer spezielle Berichte über kleine Länder erstellt, von denen ich noch nie gehört hatte. Ich dachte an einen Aprilscherz für 1977 und dachte, warum erfinden wir nicht einfach ein Land?“ Der Herausgeber der Sonderberichte, Stuart St Clair Legge, schlug den Namen San Serriffe vor. Geoffrey Taylor entwarf die semikolonförmige Karte der Insel, basierend auf einer geschrumpften Version Neuseelands.
Die Beilage mit dem fiktiven Archipel sollte zunächst nur eine Seite umfassen. Die Zeitung erkannte jedoch, dass eine umfassendere Berichterstattung zu größeren Einnahmen führen würde, wenn neben dem Text auch thematische Werbung geschaltet würde. Dazu gehörte ein Aufruf zu einem von Kodak gesponserten Fotowettbewerb: „Wenn Sie ein Foto von San Serriffe haben, würde Kodak es gerne sehen.“

## Rezeption
In einer Zeit vor der weit verbreiteten Verwendung von Desktop-Publishing- und Textverarbeitungssoftware war ein Großteil der Terminologie wenig bekannt, die Witze wurden leicht übersehen und viele Leser wurden getäuscht. Trotzdem erkannten viele andere den Witz und entwickelten ihn weiter. Der Guardian erhielt Hunderte von Leserbriefen, in denen unvergessliche Ferientage auf den Inseln beschrieben wurden. Er erhielt auch einen Brief von der „San Serriffe Liberation Front“, in dem die regierungsnahe Ausrichtung der Beilage kritisiert wurde.
Der Herausgeber Peter Preston erhielt Beschwerdebriefe von Fluggesellschaften und Reisebüros aufgrund der Empörung von Kunden, die sich weigerten, zu glauben, dass die Inseln nicht existierten.

## Nachwirkungen
Seit 1977 wurde eine große Anzahl von weiteren Publikationen über San Serriffe verfasst. Ein Verein der Freunde von San Serriffe wurde gegründet, dessen „Präsident auf Lebenszeit“ jährlich Briefe zum Aprilscherz an die Zeitung schreibt. Bird & Bull Press veröffentlichte mehrere Bücher über exotische Themen im Zusammenhang mit dem Land, darunter Booksellers of San Serriffe, First Fine Silver Coinage of the Republic of San Serriffe und The Most Inferior Execution Known Since the Dawn of the Art of Marbling Collected by the Author During a Five Year Expedition to the Republic of San Serriffe.
Der US-amerikanische Informatiker Donald E. Knuth bietet eine Belohnung für jeden, der in seinem Standardwerk The Art of Computer Programming einen Fehler findet. Seit Oktober 2008 erfolgt dies in Form einer „Einzahlungsbescheinigung“ der (fiktiven) Bank von San Serriffe.

## Spätere Entwicklungen des Aprilscherzes
Im Guardian wurde am 1. April 1978 erneut ein Bericht über San Serriffe gebracht, in dem das Inselreich erneut besucht wurde und über neue Entwicklungen, wie die Zusammenlegung der Inselzeitungen berichtet wurde. Nach der Absetzung von General Pica erschien eine Sonderausgabe der inseleigenen Zeitung. Auch am 1. April 1980 wurde das Thema erneut aufgegriffen.
22 Jahre später, am 1. April 1999, erschien im Guardian der Bericht Return to San Serriffe, in dem die weitere Entwicklung des Inselreiches in den 22 Jahren seit seiner Entdeckung beschrieben wurde. Die Zahl 22 sei für San Serriffe von großer Bedeutung; so habe das Kabinett 22 Mitglieder und die Nationalhymne 22 Strophen. Der Artikel, der im Stil von Jonathan Swift mit zahlreichen satirischen Anspielungen auf die aktuelle britische Politik gespickt ist, berichtet, wie General Pica, der unbeliebte Führer des Landes, der sich gern mit Margaret Thatcher vergleichen ließ, bei einer Palastrevolte im Jahr 1990 seine Macht verloren habe, als General Melior, genannt „der Obskure“, sich unter dem Vorwand, das Kaffeegeschirr abräumen zu wollen, Zutritt zum Büro des Generals verschaffte. Melior wurde in einer demokratischen Wahl durch den gut aussehenden, charismatischen, dynamischen und beliebten neuen Präsidenten Antonio Bourgeois ersetzt, einen großen Bewunderer von Tony Blair.
Im Zuge einer stärkeren Regionalisierung habe das traditionell gegen die Zentralregierung eingestellte Lower Caisse Autonomie erhalten, wobei allerdings die vor Ort gefassten Beschlüsse und die Wahl der Entscheidungsträger der vorherigen Zustimmung durch die Zentralregierung bedürften. Bei der jährlichen Vorstellung des Staatshaushaltes rufe Finanzminister Bembo rituell aus: „Jeder ist reich, jeder ist reich“, was die Mitglieder der gesetzgebenden Körperschaft mit „Wir sind es, o Weiser, wir sind es“ quittierten. Der Stellvertreter von Bourgeois, Baskerville, habe die persönliche Verantwortung für das Verkehrswesen übernommen und schreie oft auf den Bahnhöfen Bodoni Central und Perpetua Junction die Lokführerinnen an. In den letzten Tagen des obskuren Nachfolgers von General Pica seien die Eisenbahnen privatisiert worden unter der Bedingung, dass sie nur von Mädchen gefahren werden dürften, die noch nie Geschlechtsverkehr hatten. Dies gelte als Ursache des herrschenden Personalmangels.
Die Regierung strebe an, dass derjenige Teil der Bevölkerung, der derzeit noch mit stumpfsinnigen Tätigkeiten wie der Automobilherstellung beschäftigt sei, in Zukunft unbegrenzte Freizeit genießen dürfe, ohne den Zwang, Geld verdienen zu müssen. Deshalb sei sie so beliebt, aber auch, weil die Regierung gedroht habe, alle kritischen Elemente aus der regierungsamtlichen Zeitung Nugradia zu entfernen.

### Kleine Geschichte von San Serriffe
Auszug aus der Geschichte von San Serriffe aus dem Bericht von 1999:
- 1794 Captain Meriwether Lewis berichtet, dass die Gewässer unmittelbar östlich von San Serriffe freie Durchfahrt gewähren.
- 1796 Der Schoner „Excelsior“ unter Sir Charles Clarendon läuft östlich der Inseln auf Grund, woraufhin Clarendon in seinem Tagebuch bemerkt, dass „das Land von der See aufgefressen wird und Gefahren für die Insel Easte aufwirft“.
- 1922 Die Fußballmannschaft von San Serriffe wird bei ihrem ersten Besuch in Wembley von England mit 13:0 besiegt.
- 1967 San Serriffe wird unabhängig.
- 1970 Wissenschaftler schätzen, dass der für die Inseln charakteristische Erosionsprozess sie mit einer Geschwindigkeit von 1,4 km pro Jahr nach Sri Lanka driften lässt. Berechnungen zufolge werden die Inseln am 3. Januar 2011 die Küste Sri Lankas erreichen.
- 1971 Regimenter von General Picas abgesessener Kavallerie stürzen die Regierung von General Minion.
- 1972 San Serriffe wird aus dem Commonwealth und der Organisation der Wanderstaaten (OIS) ausgeschlossen.
- 1973 Öl wird vor Caissa Superiore entdeckt.
- 1974 San Serriffe wird wieder in das Commonwealth und die OIS aufgenommen und zum NATO-Beitritt eingeladen.
- 1977 Ein Spezialbericht des Guardian sorgt auf den Inseln in nur 12 Monaten für Investitionen in Höhe von 500 Millionen US-Dollar.
- 1980 Die Fußballmannschaft von San Serriffe wird im Wembley-Stadion von England mit 9:0 besiegt.
- 1982 General Pica rettet seine nachlassende Popularität, indem er nach einem Einmarsch der Adobe-Streitkräfte die Insel Ova Mata, ein serriffisches Protektorat, befreit.
- 1989 General Pica wird bei einer Palastrevolte hochrangiger Offiziere abgesetzt, die erklären, dass sie es satt hätten, seine Geschichten über den Ova-Mata-Krieg zu hören. General Melior, ehemals Picas Gärtner, wird zum Präsidenten ernannt.
- 1997 Antonio Bourgeois kommt bei den ersten freien Wahlen auf der Insel an die Macht.
- 1998 Newsweek veröffentlicht eine Titelgeschichte mit der Frage: „Ist Bodoni die coolste Stadt der Welt?“
- 1999 Die Fußballmannschaft von San Serriffe schlägt England in Wembley mit 2:1, wobei Vorwürfe eines Handspiels auftauchen.